# Sultentjärnen (Grangärde socken, Dalarna)
Sultentjärnen är en sjö i Ludvika kommun i Dalarna och ingår i Norrströms huvudavrinningsområde.